# 多斑异纹鸟蛤
多斑异纹鸟蛤（学名：Discors multipunctatum），是帘蛤目鸟尾蛤科异纹鸟蛤属的一种，舊屬，今屬。主要分布于南中國海及西南太平洋，常栖息在水深54－100米。潮间带尚未发现。